# Cinquanta-sis
El cinquanta-sis és un nombre natural que segueix el cinquanta-cinc i precedeix el cinquanta-set. S'escriu 56 o LVI segons el sistema de numeració emprat.
Ocurrències del cinquanta-sis:
- Designa l'any 56 i el 56 aC
- És el codi telefònic internacional de Xile.[1]
- És un nombre d'Erdős-Woods.[2]